# Disiliciur de molibdè
El disiliciur de molibdè (MoSi ₂ ), o siliciur de molibdè, és un compost intermetàl·lic. És una ceràmica refractària amb ús principal en elements calefactors. Té densitat moderada, punt de fusió 2.030 °C, i és conductor de l'electricitat.

## Característiques
A temperatures altes, forma una capa de passivació de diòxid de silici que el protegeix de l'oxidació addicional. És un material d'aspecte gris metàl·lic amb estructura de vidre tetragonal (alfa-modificació); la seva beta-modificació és hexagonal i inestable. És insoluble a la majoria dels àcids, però soluble en àcid nítric i àcid fluorhídric.
Mentre MoSi₂ té una excel·lent resistència a l'oxidació, és trencadís a temperatures més baixes. A més, per sobre de 1200 °C, perd resistència a la fluència. Aquestes propietats limiten el seu ús com a material estructural, però poden ser compensats mitjançant el seu ús juntament amb altres materials.

## Preparació
El disiliciur de molibdè i els materials basats en MoSi ₂ es preparen generalment per sinterització. La polvorització de plasma pot ser usada per a la producció de les seves denses formes monolítiques i compostes. El material produït així pot contenir una proporció de β-MoSi ₂ a causa del seu ràpid refredament.

## Elements calefactors
Els elements calefactors de disiliciur de molibdè es poden utilitzar per a temperatures de fins a 1800 °C, en forns elèctrics utilitzats en laboratoris i entorns de producció a la producció de vidre, acer, electrònica, ceràmica i en el tractament tèrmic de materials. Tot i que els elements són fràgils, poden funcionar a alta potència sense envellir i la seva resistivitat elèctrica no augmenta amb el temps de funcionament. La seva temperatura màxima de funcionament s'ha de reduir en atmosferes amb baix contingut d'oxigen a causa del trencament de la capa de passivació.